# Larva velígera

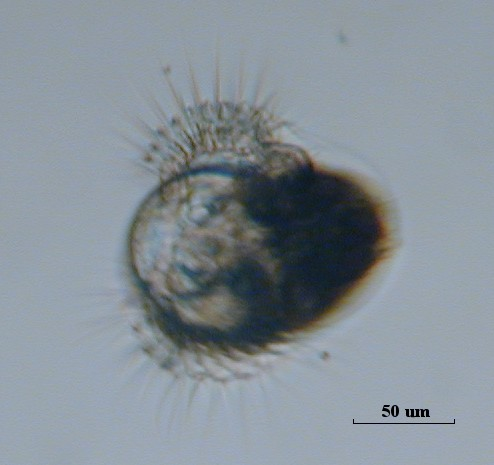
Larva velígera de uma lesma-do-mar da família Anaspidea (Dolabrifera dolabrifera), com duas filas de cílios visíveis.

Larva velígera (do latim: velum ‘véu’ + -ger ‘portador’), por vezes simplesmente véliger, é um tipo de larva planctónica característica de muitas espécies de búzios e caracóis de água doce, bem como de outros moluscos, entre os quais a maioria dos bivalves. A larva velígera é a larva característica das classes taxonómicas dos gastrópodes, bivalves e escafópodes.